# Asclepias subulata
Asclepias subulata es una especie de angiosperma perteneciente a la familia de las apocináceas. Esta especie es nativa del desierto al suroeste de los Estados Unidos y el norte de México.

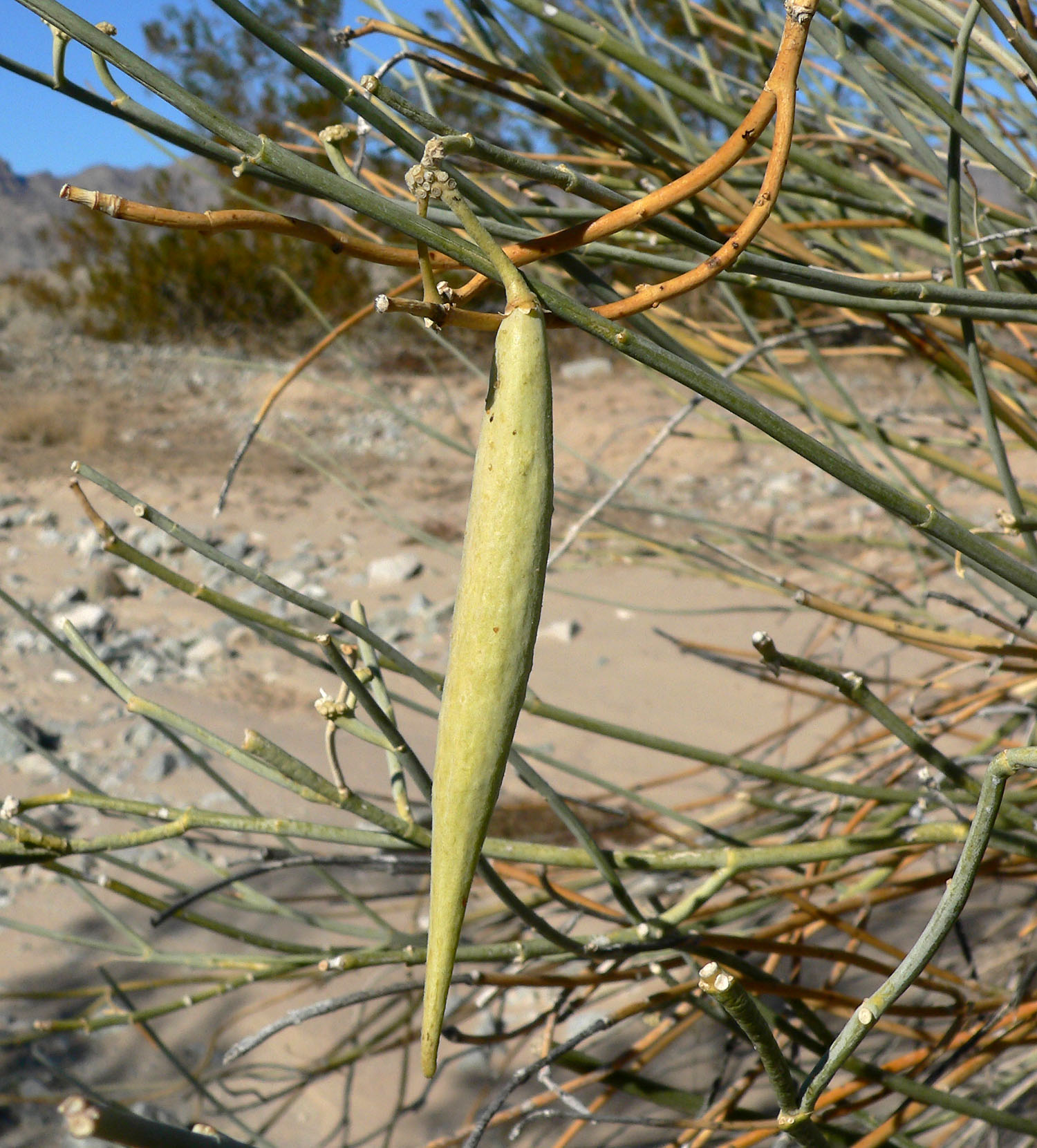
Fruto

## Descripción
Esta es una hierba perenne erecta que pierde sus hojas a principios de la temporada y se erige como un racimo de tallos desnudos. Encima de los tallos se encuentran las inflorescencias de flores. Cada flor tiene una corola blanca recogida que revela el interior, una red de cinco brillantes columnas, cada una cubierta con un pequeño gancho. El fruto es un folículo que contiene muchas semillas planas y  ovales con largos penachos sedosos.

## Taxonomía
Asclepias subulata fue descrita por  Joseph Decaisne y publicado en Prodromus Systematis Naturalis Regni Vegetabilis 8: 571. 1844.
Etimología
Asclepias: nombre genérico que Carlos Linneo nombró en honor de Esculapio (dios griego de la medicina), por las muchas aplicaciones medicinales que tiene la planta.
subulata: epíteto latino que significa "en forma de punzón".